# Manuela Fiedel
Manuela Fiedel (geboren am 18. Juni 1973 in Eberswalde) ist eine ehemalige deutsche Handballspielerin.

## Vereinskarriere
Manuela Fiedel begann mit dem Handball im Alter von sieben Jahren in ihrer Geburtsstadt und wechselte schnell zur dortigen BSG Empor Eberswalde. Im Alter von 14 Jahren kam sie an die Kinder- und Jugendsportschule in Frankfurt/Oder, wo sie für den ASK Vorwärts Frankfurt auflief. Drei Mal gelang ihr mit dieser Mannschaft der Gewinn der DDR-Jugend-Meisterschaft (1987/1988, 1988/1989 und 1989/1990). Vom Frankfurter Nachfolgeverein des ASK, dem BFV Frankfurt (Oder), wechselte sie im Jahr 1993 zu TV Lützellinden, wo sie bis 1999 spielte. Von 1999 bis 2000 spielte sie bei den Kurpfalz Bären in Ketsch und ging dann erneut nach Lützellinden, von wo sie im Jahr 2003 auch wegen ausstehender Gehaltszahlungen nach Oslo wechselte. Bei Bækkelagets SK in der Eliteserien war sie allerdings nur sechs Monate aktiv. Sie wechselte noch im selben Jahr nach Spanien zu BM Bera Bera Gipuzkoa in die erste spanische Liga ASOBAL. Zur Bundesligasaison 2006/2007 ging sie zu Borussia Dortmund.
Die 1,76 Meter große Spielerin war auf der Position Rückraum eingesetzt.
Mit dem Team aus Lützellinden gewann sie die Deutsche Meisterschaft in der Saison 1996/1997 und der Saison 2000/2001 sowie den Europapokal der Pokalsieger 1992/1993. Außer mit Lützellinden war sie auch mit dem spanischen Team in europäischen Vereinswettbewerben aktiv.

## Nationalmannschaft
Sie bestritt mehrere Länderspiele mit der Jugend-Auswahl des Deutschen Handballverbandes der DDR.
Mit der deutschen Nationalmannschaft nahm sie an der Europameisterschaft 1996 teil, bei der Manuela Fiedel in fünf Spielen neun Tore zum Erfolg (das deutsche Team belegte Platz 4) beitrug, sowie an der Weltmeisterschaft 1997, bei der das deutsche Team den dritten Platz erkämpfte. Bei der Weltmeisterschaft 1995 stand sie zwar im Aufgebot, wurde aber nicht eingesetzt.
Insgesamt bestritt sie für das deutsche Nationalteam 67 Länderspiele.

## Erfolge
- 3. Platz bei der Weltmeisterschaft 1997
- 4. Platz bei der Europameisterschaft 1996
- Deutsche Meisterin 1993, 2000
- Europapokal der Pokalsieger 1993

## Privates
Sie macht im Jahr 1993 ihr Abitur. Sie lebt in Xanten, wo sie seit April 2009 als Sportlehrerin am Städtischen Stiftsgymnasium tätig ist. Ihre Lebensgefährtin Jokelyn Tienstra (1970–2015) spielte ebenfalls Handball.